# Бад-Кройцнах (район)
Бад-Кройцнах (нім. Bad Kreuznach) — район у Німеччині, у складі федеральної землі Рейнланд-Пфальц. Адміністративний центр — місто Бад-Кройцнах.

## Населення
Населення району становить 158 746 осіб (станом на 31 грудня 2020).

## Адміністративний поділ
Район складається з 116 міст і громад (нім. Gemeinden), об'єднаних в 8 об'єднань громад (нім. Verbandsgemeinden), а також двох міст, що не входять до складу об'єднань громад.
Дані про населення наведені станом на 31 грудня 2020. Зірочками (*) позначені центри об'єднань громад.
Самостійні міста:
| - 1. Бад-Кройцнах (51310) - 2. Кірн (8241) |

Об'єднання громад:
| - 1. Бад-Кройцнах 1. Бібельсгайм (617) 2. Гаккенгайм (2062) 3. Ной-Бамберг (943) 4. Пляйтерсгайм (337) 5. Пфаффен-Швабенгайм (1490) 6. Тіфенталь (117) 7. Фольксгайм (1143) 8. Фрай-Лауберсгайм (1041) 9. Фюрфельд (1583) - 2. Бад-Мюнстер-ам-Штайн-Ебернбург 1. Альтенбамберг (747) 2. Духрот (548) 3. Гальгартен (742) 4. Гохштеттен (608) 5. Нідергаузен (563) 6. Норгайм (1533) 7. Обергаузен-ан-дер-Наге (366) 8. Трайзен (592) 9. Файльбінгерт (1504) - 3. Бад-Зобернгайм 1. Аюн (185) 2. Бад-Зобернгайм (місто) * (6468) 3. Бервайлер (220) 4. Вайлер-бай-Монцинген (463) 5. Вінтербург (183) 6. Даубах (237) 7. Зесбах (498) 8. Іппеншид (153) 9. Кіршрот (266) 10. Лангенталь (93) 11. Лаушид (537) 12. Мартінштайн (276) 13. Меддерсгайм (1321) 14. Мерксгайм (1380) 15. Монцинген (1571) 16. Нусбаум (470) 17. Одернгайм-ам-Глан (1707) 18. Ребах (47) 19. Штаудернгайм (1357) | - 4. Кірн-Ланд 1. Беренбах (502) 2. Бехербах-бай-Кірн (386) 3. Браувайлер (50) 4. Брушид (296) 5. Вайтерсборн (227) 6. Гаймвайлер (397) 7. Гайнценберг (22) 8. Ганенбах (515) 9. Геннвайлер (1220) 10. Горбах (43) 11. Гохштеттен-Даун (1634) 12. Зіммерталь (1876) 13. Келленбах (250) 14. Кенігзау (57) 15. Лімбах (303) 16. Меккенбах (363) 17. Обергаузен-бай-Кірн (841) 18. Оцвайлер (198) 19. Шнеппенбах (216) 20. Шварцерден (236) - 5. Лангенлонсгайм 1. Бретценгайм (2562) 2. Віндесгайм (1752) 3. Гульденталь (2449) 4. Дорсгайм (725) 5. Лангенлонсгайм * (3937) 6. Лаубенгайм (797) 7. Рюммельсгайм (1369) - 6. Майзенгайм 1. Абтвайлер (189) 2. Бехербах (833) 3. Брайтенгайм (387) 4. Гундсбах (365) 5. Деслох (326) 6. Єккенбах (215) 7. Кальбах (338) 8. Лельбах (188) 9. Леттвайлер (201) 10. Майзенгайм (місто) * (2789) 11. Райффельбах (228) 12. Раумбах (401) 13. Реборн (672) 14. Швайншид (148) 15. Шміттвайлер (201) | - 7. Рюдесгайм 1. Алленфельд (188) 2. Аргеншванг (340) 3. Боккенау (1216) 4. Бос (371) 5. Браунвайлер (609) 6. Бургспонгайм (235) 7. Вайнсгайм (1798) 8. Вальгаузен (1582) 9. Вальдбеккельгайм (2168) 10. Вінтербах (500) 11. Гаргесгайм (2926) 12. Геброт (147) 13. Гергенфельд (502) 14. Гутенберг (1012) 15. Гюффельсгайм (1304) 16. Дальберг (223) 17. Занкт-Катарінен (377) 18. Зоммерлох (403) 19. Мандель (918) 20. Мюнхвальд (287) 21. Оберстрайт (290) 22. Роксгайм (2663) 23. Рюдесгайм * (2689) 24. Шлосбеккельгайм (380) 25. Шпабрюккен (1135) 26. Шпаль (182) 27. Шпонгайм (751) - 8. Штромберг 1. Вальдлауберсгайм (801) 2. Вармсрот (474) 3. Даксвайлер (730) 4. Дерребах (689) 5. Еккенрот (227) 6. Зайберсбах (1251) 7. Рот (285) 8. Шенеберг (603) 9. Швеппенгаузен (886) 10. Штромберг (місто) * (3381) |